# Andrei Burcă
Andrei Burcă, né le 15 avril 1993 à Bacău (Roumanie), est un footballeur international roumain qui évolue au Baniyas SC.

## Biographie

### Carrière en club
Avec le FC Botoșani, il joue plus de cent matchs en première division roumaine.
Le 1er juillet 2019, il rejoint le champion de Roumanie de la saison 2018-2019, le CFR Cluj, pour une somme de deux cent mille euros.
Avec cette équipe, il participe à la phase de groupe de la Ligue Europa en 2019. Il joue six matchs, inscrivant un but face au club écossais du Celtic FC.
Le 17 juillet 2023, il est transféré chez le promu de première division saoudienne, Al-Okhdoud, pour un million d'euros.

### Carrière en sélection
Le 7 septembre 2020, Andrei Burcă fait ses débuts avec l'équipe nationale de Roumanie en jouant comme titulaire en tant qu'arrière droit lors d'une victoire 3-2 à l'extérieur de la Ligue des nations contre l'Autriche.
Il est retenu dans la liste des 26 joueurs roumains du sélectionneur Edward Iordănescu pour participer à l'Euro 2024. Il est titulaire au cours des 4 matchs disputés pendant ce tournoi.

## Palmarès

### Club
- CFR Cluj
  - Championnat de Roumanie : 
    - Vainqueur (3) : 2019-2020, 2020-2021, 2021-2022